# Botryotrichum atrogriseum
Botryotrichum atrogriseum är en svampart som beskrevs av J.F.H. Beyma 1928. Botryotrichum atrogriseum ingår i släktet Botryotrichum och familjen Chaetomiaceae.   Inga underarter finns listade i Catalogue of Life.